# Gridr (księżyc)
Gridr (Saturn LIV) – księżyc Saturna, którego odkrycie zostało ogłoszone 7 października 2019 roku przez Scotta S. Shepparda, Davida C. Jewitta i Jana T. Kleynę na podstawie 23 obserwacji przeprowadzonych za pomocą Teleskopu Subaru w latach 2004-2007. 
Oficjalną nazwę księżyca ustanowiono w 2022 roku od imienia małżonki Odyna Gríðr z mitologii nordyckiej, ponieważ należy on do grupy nordyckiej nieregularnych księżyców Saturna, poruszających się ruchem wstecznym.
Gridr ma około 4 km średnicy i okrąża Saturna w średniej odległości około 19,211 mln km od niego, w ciągu 990 dni, pod kątem 163° nachylenia do ekliptyki.